# Superliga 2025-2026 (Serbia)
La SuperLiga 2025-2026, detta anche Mozzart SuperLiga 2025-2026 per ragioni di sponsorizzazione, è la ventesima edizione della massima serie del campionato serbo di calcio, con inizio il 18 luglio 2025 e termine nel maggio 2026. La squadra campione in carica è lo Stella Rossa.

## Stagione

### Novità
Dalla stagione precedente sono state retrocesse Tekstilac Odžaci e Jedinstvo Ub, ultime due classificate del campionato. Al loro posto dalla Prva Liga sono state promosse Radnik Surdulica e Javor Ivanjica, prime due classificate del campionato cadetto.

### Formula
Le 16 squadre partecipanti giocano un girone all'italiana con partite di andata e ritorno, per un totale di 30 giornate. Al termine della stagione regolare, le squadre vengono divise in due gruppi: le prime 8 giocano un girone di sola andata, per 7 ulteriori giornate, per il titolo nazionale e le qualificazioni alle competizioni europee, mentre le ultime 8 giocano un altro girone di sola andata per non retrocedere in Prva Liga.
La prima classificata nel girone scudetto è campione di Serbia e si qualifica per la UEFA Champions League 2026-2027, mentre seconda e terza classificate si qualificano per la UEFA Conference League 2026-2027 e la vincente della Kup Srbije 2025-2026 si qualifica per la UEFA Europa League 2026-2027.
Le ultime due classificate del girone per la salvezza vengono retrocesse direttamente, mentre terzultima e quartultima giocano uno spareggio promozione-retrocessione contro due squadre di Prva Liga per due posti in SuperLiga.

## Squadre partecipanti
| Club                | Città        | Stadio             | Stagione precedente |
| ------------------- | ------------ | ------------------ | ------------------- |
| Čukarički           | Belgrado     | Stadio Čukarički   | 9° in Superliga     |
| IMT Belgrado        | Belgrado     | Stadio Bojan Majić | 11° in Superliga    |
| Javor Ivanjica      | Ivanjica     | Stadio municipale  | 2° in Prva Liga     |
| Mladost Lučani      | Lučani       | Stadio Mladost     | 8° in Superliga     |
| Napredak Kruševac   | Kruševac     | Stadio Mladost     | 14° in Superliga    |
| Novi Pazar          | Novi Pazar   | Stadio municipale  | 3° in Superliga     |
| OFK Belgrado        | Belgrado     | Stadio Omladinski  | 4° in Superliga     |
| Partizan            | Belgrado     | Stadio Partizan    | 2° in Superliga     |
| Radnički Kragujevac | Kragujevac   | Stadio Čika Dača   | 5° in Superliga     |
| Radnički Niš        | Niš          | Stadio Čair        | 13° in Superliga    |
| Radnik Surdulica    | Surdulica    | Stadio municipale  | 1° in Prva Liga     |
| Spartak Subotica    | Subotica     | Stadio municipale  | 12° in Superliga    |
| Stella Rossa        | Belgrado     | Stadio Rajko Mitić | Campione di Serbia  |
| TSC Bačka Topola    | Bačka Topola | TSC Arena          | 7° in Superliga     |
| Vojvodina           | Novi Sad     | Stadio Karađorđe   | 6° in Superliga     |
| Železničar Pančevo  | Pančevo      | Stadio SC Mladost  | 10° in Superliga    |

## Stagione regolare

### Classifica
|  | Pos. | Squadra             | Pt | G | V | N | P | GF | GS | DR |
|  | ---- | ------------------- | -- | - | - | - | - | -- | -- | -- |
|  | 1.   | Čukarički           | 0  | 0 | 0 | 0 | 0 | 0  | 0  | 0  |
|  | 2.   | IMT Belgrado        | 0  | 0 | 0 | 0 | 0 | 0  | 0  | 0  |
|  | 3.   | Javor Ivanjica      | 0  | 0 | 0 | 0 | 0 | 0  | 0  | 0  |
|  | 4.   | Mladost Lučani      | 0  | 0 | 0 | 0 | 0 | 0  | 0  | 0  |
|  | 5.   | Napredak Kruševac   | 0  | 0 | 0 | 0 | 0 | 0  | 0  | 0  |
|  | 6.   | Novi Pazar          | 0  | 0 | 0 | 0 | 0 | 0  | 0  | 0  |
|  | 7.   | OFK Belgrado        | 0  | 0 | 0 | 0 | 0 | 0  | 0  | 0  |
|  | 8.   | Partizan            | 0  | 0 | 0 | 0 | 0 | 0  | 0  | 0  |
|  | 9.   | Radnički Kragujevac | 0  | 0 | 0 | 0 | 0 | 0  | 0  | 0  |
|  | 10.  | Radnički Niš        | 0  | 0 | 0 | 0 | 0 | 0  | 0  | 0  |
|  | 11.  | Radnik Surdulica    | 0  | 0 | 0 | 0 | 0 | 0  | 0  | 0  |
|  | 12.  | Spartak Subotica    | 0  | 0 | 0 | 0 | 0 | 0  | 0  | 0  |
|  | 13.  | Stella Rossa        | 0  | 0 | 0 | 0 | 0 | 0  | 0  | 0  |
|  | 14.  | TSC Bačka Topola    | 0  | 0 | 0 | 0 | 0 | 0  | 0  | 0  |
|  | 15.  | Vojvodina           | 0  | 0 | 0 | 0 | 0 | 0  | 0  | 0  |
|  | 16.  | Železničar Pančevo  | 0  | 0 | 0 | 0 | 0 | 0  | 0  | 0  |

## Gruppo scudetto
|                   | Pos. | Squadra | Pt | G | V | N | P | GF | GS | DR |
| ----------------- | ---- | ------- | -- | - | - | - | - | -- | -- | -- |
| Serbia (bandiera) | 1.   |         | 0  | 0 | 0 | 0 | 0 | 0  | 0  | 0  |
|                   | 2.   |         | 0  | 0 | 0 | 0 | 0 | 0  | 0  | 0  |
|                   | 3.   |         | 0  | 0 | 0 | 0 | 0 | 0  | 0  | 0  |
|                   | 4.   |         | 0  | 0 | 0 | 0 | 0 | 0  | 0  | 0  |
|                   | 5.   |         | 0  | 0 | 0 | 0 | 0 | 0  | 0  | 0  |
|                   | 6.   |         | 0  | 0 | 0 | 0 | 0 | 0  | 0  | 0  |
|                   | 7.   |         | 0  | 0 | 0 | 0 | 0 | 0  | 0  | 0  |
|                   | 8.   |         | 0  | 0 | 0 | 0 | 0 | 0  | 0  | 0  |

Legenda:
      Campione di Serbia e ammessa alla UEFA Champions League 2026-2027.
      Ammessa alla UEFA Champions League 2026-2027.
      Ammessa alla UEFA Europa League 2026-2027.
      Ammessa alla UEFA Conference League 2026-2027.
Regolamento:
Tre punti a vittoria, uno a pareggio, zero a sconfitta.
In caso di arrivo di due o più squadre a pari punti, la graduatoria verrà stilata secondo la classifica avulsa tra le squadre interessate che prevede, in ordine, i seguenti criteri:
- Punti negli scontri diretti.
- Differenza reti negli scontri diretti.
- Differenza reti generale.
- Reti realizzate in generale.
- Sorteggio.

## Gruppo retrocessione
|  | Pos. | Squadra | Pt | G | V | N | P | GF | GS | DR |
|  | ---- | ------- | -- | - | - | - | - | -- | -- | -- |
|  | 9.   |         | 0  | 0 | 0 | 0 | 0 | 0  | 0  | 0  |
|  | 10.  |         | 0  | 0 | 0 | 0 | 0 | 0  | 0  | 0  |
|  | 11.  |         | 0  | 0 | 0 | 0 | 0 | 0  | 0  | 0  |
|  | 12.  |         | 0  | 0 | 0 | 0 | 0 | 0  | 0  | 0  |
|  | 13.  |         | 0  | 0 | 0 | 0 | 0 | 0  | 0  | 0  |
|  | 14.  |         | 0  | 0 | 0 | 0 | 0 | 0  | 0  | 0  |
|  | 15.  |         | 0  | 0 | 0 | 0 | 0 | 0  | 0  | 0  |
|  | 16.  |         | 0  | 0 | 0 | 0 | 0 | 0  | 0  | 0  |

Legenda:
 Spareggi promozione/retrocessione
      Retrocessa in Prva Liga 2026-2027
Note:

Tre punti a vittoria, uno a pareggio, zero a sconfitta.